# Joan Carles Escuté Marín
Joan Carles Escuté Marín, més conegut senzillament com a Joan Carles Escuté (Gavà, Baix Llobregat, 1971) és un boxejador, alpinista i corredor de curses de fons, muntanya i ultraresistència català.
Competí representant el Club Boxa Gavà. L'any 1993 es proclamà campió de Catalunya de boxa amateur en la categoria de pes superwèlter, i també formà part de la selecció catalana de boxa que participà en els campionats estatals d'aquell mateix any. Posteriorment, com a membre de la Unió Muntanyenca Eramprunyà, començà a participar i competir en curses atlètiques i de resistència i ultraresistència, entre les quals es troben curses de més de cinquanta quilòmetres, i fins a 167 quilòmetres. L'any 2012 fou un dels impulsors i alma mater en la creació del Club Esportiu Garraf Runners, del quan n'ha estat també president. En el seu haver també es troben algunes fites en el món de l'alpinisme, com el cim més alt del continent americà, l'Aconcagua, de 6.962 metres, que assolí en solitari l'any 2002. Aquell mateix any l'escalador gavanenc també havia pujat al cim més alt de l'Àfrica, el Kilimanjaro, i al més alt d'Europa, l'Elbrús, una gesta combinada difícil d'aconseguir.